# Marcello Massenzio
 (octobre 2018).
Marcello Massenzio (Motta Montecorvino, 1942) est un anthropologue et historien italien des religions. 

## Biographie
Après des études de philosophie à l'université La Sapienza de Rome, Marcello Massenzio se spécialise en histoire des religions et soutient en 1970, dans la même université, une thèse sous la direction d'Angelo Brelich et de Vittorio Lanternari. Il devient alors l'assistant d'Angelo Brelich,.